# Castellanos de Zapardiel
Castellanos de Zapardiel es un municipio y localidad de España, en la provincia de Ávila, comunidad autónoma de Castilla y León.

## Geografía

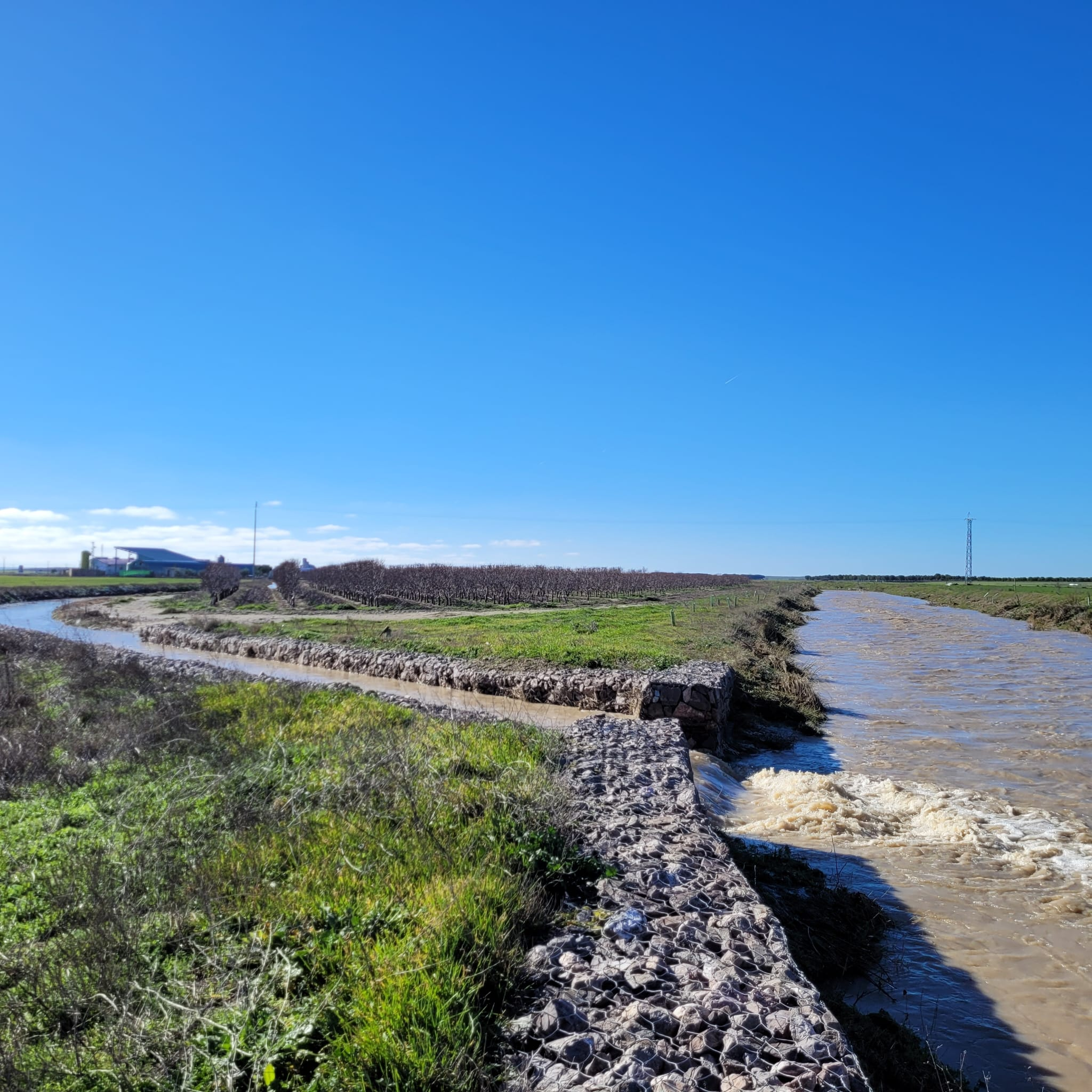
Los dos ríos de Castellanos de Zapardiel, a la izquierda, el río Valtodano y a la derecha el río Zapardiel. Esta confluencia solía ser la causante de inundaciones en el casco urbano y en los municipios aguas abajo, en especial el de Salvador de Zapardiel

Tiene una superficie de 12,7 km². Por el municipio discurren los ríos Zapardiel y Valtodano. En la desembocadura del Valtodano al Zapardiel todavía podemos encontrar los restos de una antigua presa, llamada vulgarmente la pesquera, probablemente construida para controlar las inundaciones de ambos en la confluencia.
También confina el núcleo el antiguo "arroyo Morteros", que solía causar muchas inundaciones en San Esteban de Zapardiel y en Salvador de Zapardiel. Este arroyo discurre bordeando la AV-P-140 y actúa como trasvase de agua de Las Cogotas. 
Por la situación entre los dos ríos y el arroyo que bordea el pueblo por la carretera, Castellanos es, y ha sido, uno de los núcleos con mayores dificultades a causa de las inundaciones, ya que el río Valtodano bloquea la carretera de Barromán por el sur, el Zapardiel los caminos por el oeste, y el arroyo Morteros por el norte y el este, bloqueando por completo la salida por tierra en inundaciones extraordinarias.

## Historia
Castellanos de Zapardiel: l. con ayunt. de la prov. y dióc. de Ávila (9 leg.),part. jud. de Arévalo (3), aud. terr. de Madrid(22) c... de Castilla la Vieja (Valladolid 12): Situado en terreno llano, le combaten todos los vientos, y su clima es propenso a fiebres intermitentes: tiene 467 casas de un solo piso con las comodidades necesarias al género de vida de sus habitantes, la del ayunt., una plaza de figura irregular, varios pozos de buenas aguas, de las que se utilizan los vecinos para sus usos, escuela de instrucción primaria común a ambos sexos, a cargo de un maestro de dotación insignificante, y una igl. parr. (la Natividad de Nuestra Señora) servida por un párroco cuyo curatos de primer ascenso de presentación de S.M. en los meses apostólicos, y del ob. en los ordinarios; el cementerio se encuentran en paraje que no ofende a la salud pública.
CONFINA el término Norte de San Esteban de Zapardiel, Este de Sinlabajos; Sur de Villanueva del Aceral, y Oeste de Madrigal: su extensión de 1/2 leg.al río Zapardiel; le atraviesa pasando inmediato a la población, es de curso perenne y escaso caudal, y padece desbordaciones con graves perjuicios en los sembrados.
El TERRENO por lo general es llano, en parte miga y en parte árido (fertilidad general 8 por 1), abraza 1340 fan de tierra cultivada, y 30 incultas: de las 540 son de primera clase, destinadas a cebada y trigo, 600 de segunda, a trigo y algarrobas y 200 de tercera a centeno; se siembra cada año la mitad, y la otra mitad queda de descanso; hay también algunos pastos y un poco de viñedo.
Caminos: los de pueblo a pueblo en mediano estado y la calzada que desde Arévalo dirige hasta Salamanca.
El CORREO se recibe en Arévalo sin día señalado.
PRODUCCIÓN: Lo ya referido, garbanzos y algunas legumbres; mantiene ganado lanar y vacuno; cría caza de libres, perdices y pesca menor.
INDUSTRIA: Agricultura y Arriería.
COMERCIO: Exportación de los frutos sobrantes a los mercados de Arévalo y Medina del Campo en cuyos puntos se surten los vecinos de este pueblo con todo lo necesario,
POBLACIÓN: 46 vecinos, 173 almas.- Descripción de Castellanos de Zapardiel de Pascual Madoz en el "Diccionario geográfico-estadístico-histórico de España y sus posesiones de ultramar" (1845), Tomo VI, páginas 97-98.
Como se aprecia en la descripción de Madoz, Castellanos de Zapardiel ha sufrido diversos cambios desde el siglo XIX hasta la actualidad.
Siempre ha sido un núcleo que ha sufrido tradicionalmente inundaciones, generalmente del río Zapardiel con relativa frecuencia, y, en menor medida,  su pequeño e histórico afluente el río Valtodano que cruza por la carretera de Barromán, como en 1891, 1900 o  de ambos ríos en 1997.

## Demografía
Castellanos de Zapardiel cuenta con una población de 113 habitantes (INE 2024).

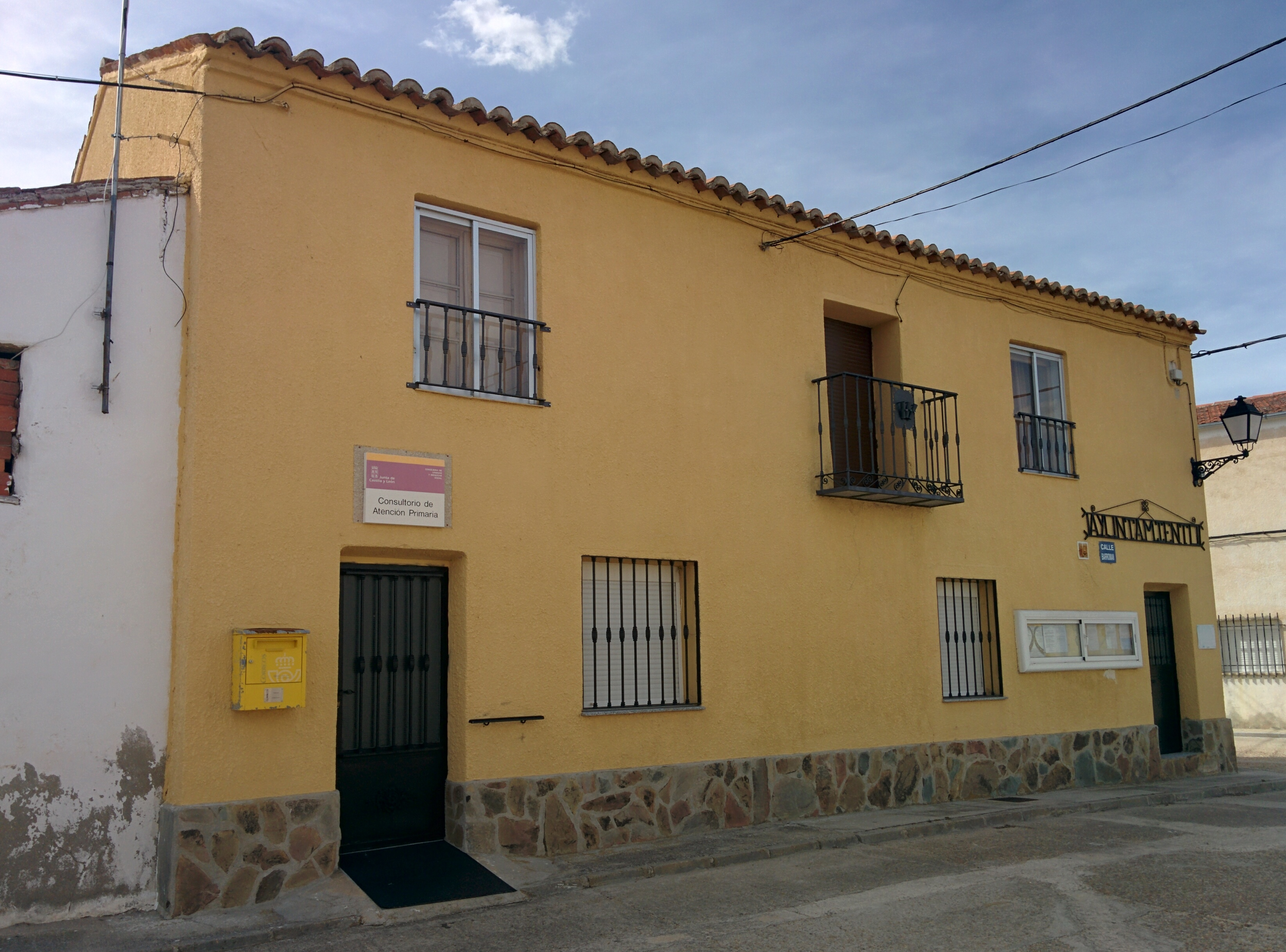
Casa consistorial

| Gráfica de evolución demográfica de Castellanos de Zapardiel entre 1842 y 2021                                                                                                   |
| |
| Población de derecho según los censos de población del INE. Población de hecho según los censos de población del INE.En este censo se denominaba Castellanos en Zapardiel: 1842. |